# مثنوي مستحث كيميائيا
المثنوي المستحث كيميائيًا (CID) هو آلية بيولوجية لا يرتبط فيها اثنان من البروتينات إلا في وجود جزيئات صغيرة معينة أو إنزيمات أو عوامل مثنوية أخرى. تُستخدم أنظمة المثنوي المستحث كيميائيًا المعدلة وراثيًا في الأبحاث البيولوجية للتحكم في توطين البروتين ولمعالجة مسارات الإشارات والتسبب في تنشيط البروتين. 

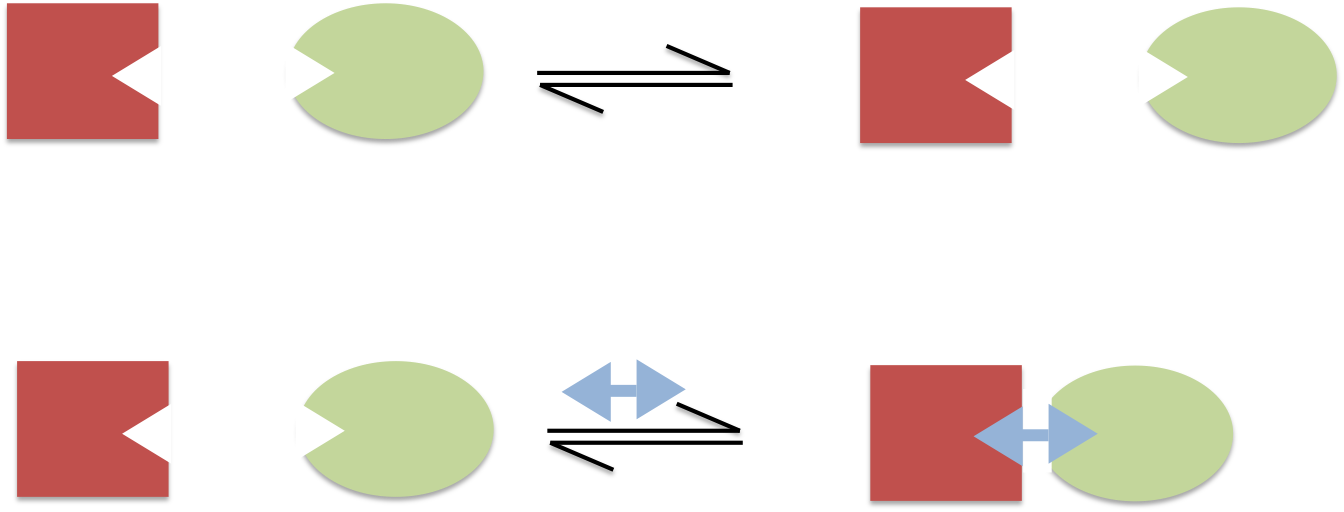
المثنوي التخطيطي أو المستحث كيميائيًا. يرتبط اثنان من البروتينات التي لا تتفاعل بطريقة طبيعية (أعلى) في وجود العامل المثنوي (أسفل).

## نبذة تاريخية
تم تطوير أول نظام مثنوي مستحث كيميائيًا ذي جزيئات صغيرة عام 1993م، باستخدام FK1012، وهو مشتق من مخدر FK506، للحث على المثنوي المتجانس لـ FKBP. استُخدم هذا النظام في المعمل للحث على الربط بين مستقبلات سطح الخلية التي لا يمكن ربطها بالطريقة الطبيعية لافتقارها للمنطقة العابرة للغشاء وخارج الخلوية. تسبب إضافة FK1012 إلى الخلايا في تنبيغ الإشارة.

## أنظمة المثنوي المستحث كيميائيًا
| البروتينات المستهدفة | البروتينات المستهدفة | العامل المثنوي | المراجع |
| -------------------- | -------------------- | -------------- | ------- |
| FKBP                 | FKBP                 | FK10102        | [ 3 ]   |
| FKBP                 | CNA                  | FK506          | [ 4 ]   |
| FKBP                 | CyP                  | FK506-CssA     | [ 5 ]   |
| FKBP                 | FRB                  | الراباميسن     | [ 6 ]   |
| GyrB                 | GyrB                 | الكُومِيرميسين   | [ 7 ]   |
| FKPB                 | FRB                  | AP21968        | [ 5 ]   |
| GAI                  | GID1                 | الجيبريلين     | [ 8 ]   |
|                      |                      |                |         |

## الاستعمالات والتطبيقات
يستخدم المثنوي المستحث كيميائيًا في عديد من التطبيقات في الأبحاث الطبية الحيوية. يتم التعبير عن كل بروتين مثنوي في معظم التطبيقات على أنه جزء من البناء الملتحم مع البروتينات الأخرى ذات الاهتمام. يجلب إضافة العامل المثنوي الكيميائي كل تركيبة بالقرب من الأخرى ومن ثم يحث على التفاعل على البروتينات ذات الاهتمام. استُخدم المثنوي المستحث كيميائيًا لتنظيم النسخ الوراثي ومراقبته وتنبيغ الإشارة والتعديلات التي تحدث بعد انتقال البروتينات.
وقد استُخدم المثنوي المستحث كيميائيًا أيضًا مؤخرًا لإنشاء مكون أساسي لـلحواسب الحيوية والبوابات المنطقية ومن الخلايا المعالجة وراثيًا. في هذا التطبيق، يتم التعبير في نفس الخلية عن اثنتين من أنظمة المثنوي المستحث كيميائيًا المستقلة ونظام واحد قائم على البروتينات النباتية وآخر قائم على بروتينات البكتيريا. يمكن حث مجموعات البروتينات للقيام بالتثنية عن طريق إضافة مادة كيميائية لكل منها. عن طريق إنشاء بروتينات الاندماج مع البروتينات المثنوية، يمكن إنشاء البروتينات المحاطة بغشاء لتنشيط الخلية التي تحدث اضطرابات في بوابة AND وبوابة OR والتي تأخذ العوامل المثنوية الكيميائية على أنها مدخلات وتقوم بإرجاع الحالة التي حدثت بها اضطرابات أو التي لم يحدث بها اضطرابات على أنها مخرجات.